# 須崎港
須崎港（すさきこう）は高知県須崎市にある港湾。港湾管理者は高知県。港湾法上の重要港湾に指定されている。また高知県によって一次防災拠点港に指定されている。

## 歴史
高知市の西方約30Km、土佐湾の中部に位置する。リアス式海岸の須崎湾内にあり、天然の良港として発展した。1907年（明治40年）に組合組織が浮桟橋を設置したのが、須崎港の港湾施設の始まりである。1935年（昭和10年）に箕越地区に石灰石貯留タンク、1939年には大峰地区に臨港鉄道が敷設され、県内で産出される石灰石の積出しが行われるようになった。1961年からは大峰地区に1万D/W級岸壁の整備を行い、大阪窯業セメント（現 住友大阪セメント）の工場が操業開始した。1965年に重要港湾に昇格。1969年には開港指定がなされた。
外洋に開けたリアス式海岸は、天然の良港であると同時に津波に対する脆弱性を併せ持つ。過去に1946年の昭和南海地震津波、1960年のチリ地震津波により甚大な被害を受けた。1992年より津波防波堤が建設され、2009年に西防波堤、2014年には東防波堤が完成した。

## 取扱品目
2020年度の取扱貨物量は16,398,180トンで、外貿輸入4,636,953トン、輸出652,328トン、内貿移入8,523,833トン、移出2,585,066トンであった。これは、高知県全体の港湾取扱量の約半分を占める。石灰石の輸出、セメントの積み出しのほか、梱包材の材料となるニュージーランド産木材のラジアータパインの輸入も大きなウエイトを占めている。1997年には、害虫駆除を目的とした木材の燻蒸設備が完成した。